# Исаев, Иван Сергеевич
Иван Сергеевич Исаев (17 [29] декабря 1899, Саратовская губерния — 16 ноября 1992, Санкт-Петербург) — советский организатор промышленности, лауреат государственных премий.

## Биография
Иван Сергеевич Исаев родился 17 декабря 1899 в с. Алексеевка Саратовской губернии. С 1915 г. работал на телеграфе.
Окончил Саратовский индустриальный техникум (1928) и физико-металлургический факультет Ленинградского металлургического института (1933), инженер-металлург.
- 1935—1941 заведующий технологическим бюро, заместитель начальника, начальник прокатного цеха, начальник металлургического отдела Кировского завода (Ленинград)
- 1941—1945 начальник производства на Уралмаше
- 1945—1948 начальник производства Кировского завода
- 1948—1954 директор Свердловского турбомоторного завода, созданного в результате объединения Уральского турбинного завода и завода № 76
- 1954—1965 директор Кировского завода.

Депутат Совета Союза Верховного Совета СССР V созыва (1958) по октябрьскому избирательному округу № 43 г. Ленинграда.
В 1965 г. по возрасту и состоянию здоровья ушёл на пенсию.
На Кировском заводе руководил созданием производства тракторов К-700, реконструкцией и техническим перевооружением цехов.

## Награды
- Награждён орденами Ленина (дважды), Октябрьской Революции (29.12.1979)[2], Трудового Красного Знамени, Красной Звезды, Отечественной войны II степени, «Знак Почёта», медалями.
- Лауреат Ленинской премии (1965), Сталинской премии (1951 — за коренное усовершенствование технологии серийного производства мощных турбин).